# Sfera con sfera

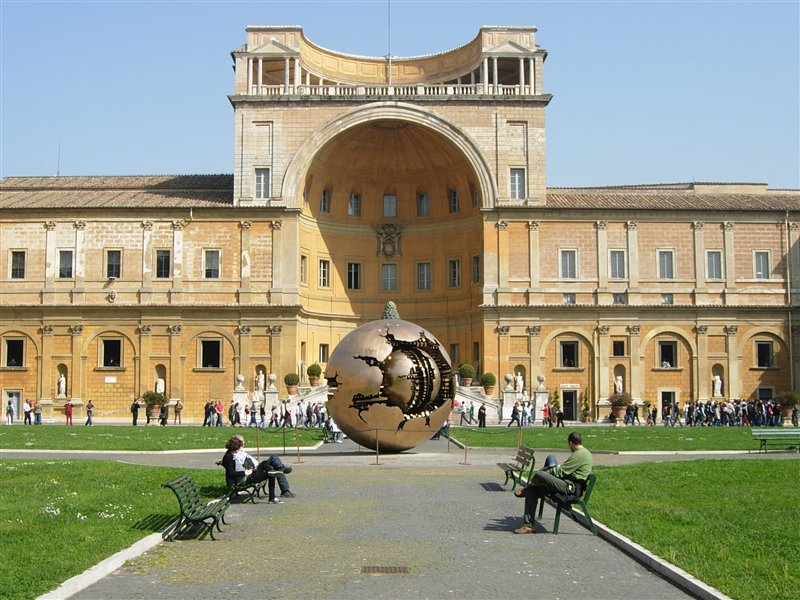
Sfera con sfera dello scultore italiano Arnaldo Pomodoro - nel Cortile della Pigna, in Vaticano, a Roma (2016)

Sfera all'interno della sfera o Sfera con sfera, conosciuta anche come la sfera di Pomodoro è una serie di sculture in bronzo create dallo scultore italiano Arnaldo Pomodoro.
Ci sono un certo numero di sculture (i diametri variano) che possono essere visti in molte parti del mondo, tra cui:
- Musei Vaticani, Roma
- Palazzo della Farnesina, Roma
- Piazzale della Libertà, Pesaro
- Trinity College, Dublino
- Università di Tel Aviv, Tel Aviv[1]
- Museo di arte contemporanea, Teheran
- Hakone Open-Air Museum, Hakone[2]
- Ufficio delle Nazioni Unite a New York, New York
- Mount Sinai Hospital, New York
- Hirshhorn Museum and Sculpture Garden, Washington, D.C.[3][4]
- Museo di belle arti della Virginia, Richmond
- Museo d'arte di Columbus, Columbus
- Seminario Teologico Cristiano, Indianapolis
- American Enterprise Group Inc., Des Moines
- Des Moines Art Center, Des Moines[5]
- De Young Memorial Museum, San Francisco
- Università della California - Berkeley
- Park hotel Cappuccini, Gubbio

La sfera con sfera, nel cortile della Pigna, all’interno dei Musei Vaticani, ruota in un arco di tempo.